# Jan Seyffarth

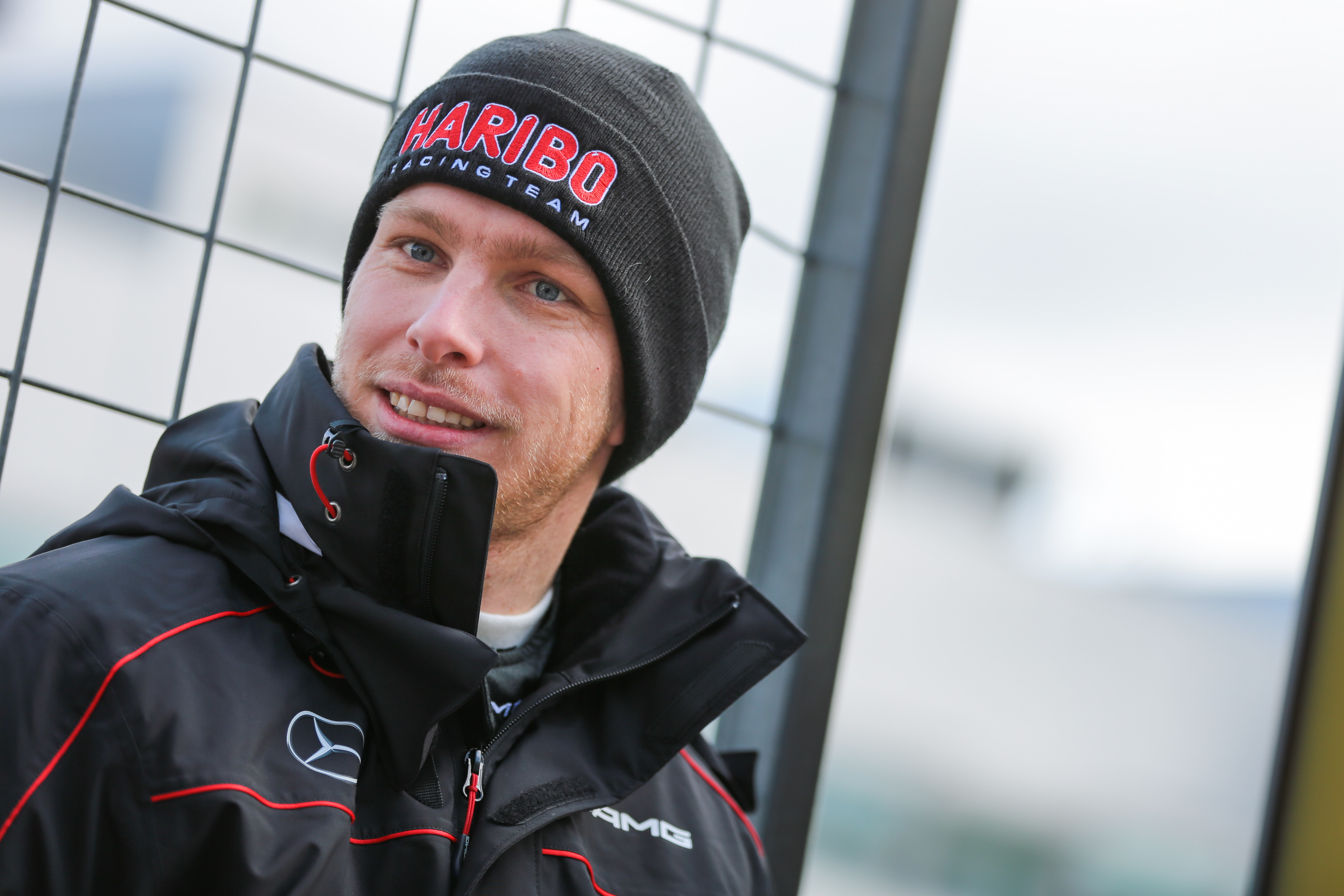
Jan Seyffarth 2016

Jan Seyffarth (* 12. Juli 1986 in Querfurt) ist ein ehemaliger deutscher Automobilrennfahrer.

## Karriere
Seyffarths Rennkarriere begann im Alter von zwölf Jahren mit dem Kartsport. In den Jahren 1999 bis 2002 gewann er mehrere Kartmeisterschaften und schaffte 2002 den Sprung in den Formelsport. Somit startete er ab 2002 in der Formel König, in der er 2003 den zweiten Platz der Gesamtwertung erreichte. 2004 wechselte er in die Formel 3 und konnte dort in den ersten beiden Rennen mit zwei Siegen auf sich aufmerksam machen.
Seyffarth wurde Ende 2004 in das UPS-Porsche-Junior-Team aufgenommen und ging ab 2005 bei Sportwagenrennen an den Start. Er startete im Porsche Carrera Cup Deutschland sowie im Porsche Mobil 1 Supercup. In den Saisons 2007 und 2008 war er für das Team seines Vaters Rüdiger Seyffarth (SMS Seyffarth Motorsport) unterwegs und feierte dort auch 2008 seinen größten Erfolg, als er Vizemeister im Porsche Carrera Cup Deutschland wurde.
In der Saison 2009 fuhr Seyffarth für das Team tolimit/Seyffarth Motorsport im Porsche Carrera Cup Deutschland und für das Team Abt Sportsline mit einem Abt-Audi R8 LMS im ADAC GT Masters. Nach einem schweren Unfall auf dem Circuit de Barcelona-Catalunya musste er für mehrere Rennen in beiden Rennserien pausieren.
2010 wechselte Seyffarth zu MRS Racing und belegte am Jahresende den fünften Rang.
Neben seiner Tätigkeit als Rennfahrer arbeitet Seyffarth auch als Instruktor, unter anderem für Mercedes-AMG und die Porsche AG.
Jan Seyffarth produziert Beiträge für das RTL-II-Format Grip – Das Motormagazin.
Weiterhin kommentiert er die Rennen des Porsche Carrera Cup Deutschland für den Sender Motorvision TV, die Rennen der FIA-Formel-E-Meisterschaft für Eurosport und DMAX und die Rennen des Porsche Mobil 1 Supercup für Eurosport.
Seit 2017 ist er auch auf n-tv bei den Freien Trainings der Formel 1 zu hören. Seit 2015 ist er offizieller Mercedes-AMG Test- und Entwicklungsfahrer und maßgeblich an der Entwicklung des Mercedes-AMG GT3 beteiligt. In der Saison 2016 ging Seyffarth für das HARIBO Racing-Team AMG in der VLN Langstreckenmeisterschaft und dem 24-Stunden-Rennen am Nürburgring an den Start.

## Privat
Jan Seyffarth ist Vater von zwei Kindern.

## Statistik

### Sebring-Ergebnisse
| Jahr | Team                         | Fahrzeug            | Teamkollege    | Teamkollege | Platzierung | Ausfallgrund |
| ---- | ---------------------------- | ------------------- | -------------- | ----------- | ----------- | ------------ |
| 2011 | Spectra Resources GMG Racing | Porsche 997 GT3 Cup | James Sofronas | Bret Curtis | Ausfall     | Mechanik     |